# スリープレス・ナイト (2017年の映画)
『スリープレス・ナイト』（原題: Sleepless）は、2017年にアメリカ合衆国で公開されたアクション映画。監督はバラン・ボー・オダー、主演はジェイミー・フォックスが務めた。
2011年にフランスで公開された映画『スリープレス・ナイト』をリメイクした作品である。

## ストーリー
ラスベガス市警察に所属する刑事のヴィンセントとショーンは、ギャングを襲撃し、コカインを強奪した。ギャングたちの抵抗もあり、ヴィンセントの顔が露見してしまうも何とか強奪に成功した2人であったが、コカインの量が予想以上に大量であることにヴィンセントは困惑する。その後、2人は自分たちの犯行を隠蔽するために、当該事件の捜査の担当を志願した。ところが、事件現場から警官が使う弾が発見されたとの報せを受けて、現場に到着していた内務調査課のジェニファーとダグは2人が事件に関与していると疑い始める。ヴィンセントは、ノヴァク、ルビーノ、そして、自らの相棒ショーンを調べていた。しかし、2年にわたる捜査のため、ヴィンセントは家族と疎遠になっていた。
息子のトーマスをサッカーの試合へ送り届けているとき、ヴィンセントは覆面の集団から襲撃を受ける。腹部を刺され、ヴィンセントはトーマスが彼らに誘拐されるのを阻止することが出来なかった。その直後、ルビーノから電話があり、ヴィンセントに「トーマスの命が惜しければ、盗んだコカインを渡せ」と要求され、更に、そのコカインはノヴァクに渡すものだと伝えられる。ヴィンセントは傷の手当てをし、隠したコカインをショーンから受け取るとコカインをバッグに詰め、そのバッグをルビーノが経営するカジノのトイレの通気口に隠した。しかし、ヴィンセントを尾行していたジェニファーがバッグを発見し、スパの女性用ロッカーに移してしまう。疑いが確信に変わった彼女は、応援としてダグに連絡する。ノヴァクがカジノに到着し、ルビーノと談笑するも、コカイン25kgが手元にないことを怪しみ始める。一方、ルビーノとの取引を有利に進めるために隠していたコカインであったが、そのコカインが何者かに持ち去られていることを知ったヴィンセントは、通気口を通じて逃げ出す。その途中、ジェニファーからの連絡を受け、コカインを返すように伝えるも拒否される。やむなく砂糖をコカインに似せて袋詰めし、ファスナーを壊したカバンに入れてルビーノに引き渡すことにした。ルビーノとノヴァクがいるオフィスに現れたヴィンセントは、カバンをノヴァクに引き渡すが、警察とDEAが来ていると告げ、ノヴァクに逃げるように促す。ファスナーが壊れていたため、コカインの確認はできないまま、ノヴァクはその場を裏口から去る。取引が終わり、ルビーノはトーマスを解放するように連絡を入れる。しかし、カジノの駐車場内でコカインを確認され、すぐにノヴァクが戻ってくる。ルビーノに何とかするように脅しをかけ、ルビーノはトーマスを連れ戻すように再度連絡する。ヴィンセントは刺された時の傷が開きつつも、連れ戻しに来たルビーノの手下とキッチンで格闘し逃げ出すも、パーティ会場でトーマスとはぐれてしまい、再度さらわれてしまう。その間、ノヴァクは父親と連絡し、事態の収拾を迫られる。急を要する事態になり、買収している警官たちにもヴィンセントを探させることにする。ノヴァクの強圧的で脅迫じみた態度に嫌気がさしたルビーノは、ノヴァクを屑呼ばわりするが、DEAに垂れ込んで切り取られたノヴァクの従兄弟の舌を見せられて、更なる脅しをかけられる。
ショーンにカジノに来るように伝えたヴィンセントは清掃員になりすましてカジノに潜入する。一方、ヴィンセントを見失っていたジェニファーは、かつて殺されかけたことがある彼女の精神状態を心配したダグから今夜は帰るように促される。しぶしぶその申し出を受け入れたジェニファーであったが、ヴィンセントをエレベーターで目撃し、再び追跡する。彼女はヴィンセントを追い詰めるも、格闘の末に逆に拘束されてしまう。その際、ヴィンセントからその正体が内務調査官で汚職警官摘発のための潜入捜査中であることを明かされる。しかし、内務調査課の刑事であるジェニファーは彼のことを知らず、信じることができなかった。トーマスを救い出すために、コカインが必要なヴィンセントはジェニファーからコカインの隠し場所を訊き出すも、その場所にコカインはなかった。そこへジェニファーから連絡を受けたダグが姿を見せ、ヴィンセントを逮捕しようとするが、撃退される。スパのプールで気絶するダグを見捨てることができなかったヴィンセントは彼をプールから運び出してから、その場を立ち去る。その頃、トーマスは追い詰められたルビーノから暴行を受けるも携帯電話を盗んだ上で脱走に成功し、パーティ会場で父親のヴィンセントに連絡を入れる。しかし、トーマスが逃げることができたのは、ルビーノによるヴィンセントをおびき寄せるための罠であった。
ヴィンセントを助けるべくカジノの地下駐車場へやって来たショーンだったが、ヴィンセントが内務調査官でないかと疑い、彼に銃を向ける。二人は20年来の相棒であったが、ヴィンセントはショーンの罪をかばっていたことが判明するも、駐車場内にいたノヴァクの手下にショーンが銃撃される。
ダグに助け出されたジェニファーは、彼女がかつて担当した事件の詳細をヴィンセントが知っていたことから彼の言っていることは真実かもしれないと考え始める。また、ヴィンセントがトーマスをサッカーの試合に送り届けていないことから、何度も連絡を取り合っていたディナは、彼の言葉からトーマスの身に何かが起きていることを感じ、カジノへと急行する。
ショーンの携帯に残っていたダグからの留守電により、ヴィンセントはダグがノヴァクと内通していることを知る。ジェニファーとダグは駐車場でノヴァクの手下の死体を発見し、ジェニファーが警察へ応援を要請する。ダグは車の陰で血を流して横たわっているショーンを発見し、ヴィンセントは自分のことについて何か言っていたかとショーンに尋ねたが、彼は何も答えなかった。虫の息なのを良いことに、ダグは自らの内通の証拠を消すためにショーンの息の根を止めた。ジェニファーを現場に残し、ダグは応援を迎えに行く。その途上で、ダグはノヴァクとエレベーターで合流し、ノヴァクとの関係や内通者が載っているファイルを持っていて、自らが死ぬと公になると明かす。そこで、ノヴァクは大金を貰っているのだから義務を果たせと銃を向けたところでエレベーターの扉が開き、ダグは降りて行った。
パーティ会場でトーマスを監視するルビーノたちにノヴァクが合流し、しびれを切らした彼は銃口をルビーノに向ける。ルビーノはもう少し時間が欲しいと言うが、ノヴァクはそれを許さず殴ってその場から連れ出そうとする。その時、会場にてトーマスを発見したヴィンセントとルビーノの手下が格闘しているところを目撃し、銃撃する。銃声に驚いたパーティの客たちが出口の方へと流れるなかに紛れてヴィンセントとトーマスはその場を逃げ出す。
カジノには警官たちが到着していたが、ノヴァクは構わずヴィンセントに向けて発砲を繰り返す。銃撃の中、2人はカジノの景品のスポーツカーに乗り、カジノ内を走り回って、駐車場へと走り去る。混乱の中、ルビーノは逃げ出そうとするが、ジェニファーにより身柄を拘束される。
ヴィンセントたちは駐車場内を走り回るが、ノヴァクの手下により追跡される。ノヴァクたちは、車から自動小銃などを取り出し、ヴィンセントを駐車場内で追い詰めることにする。ヴィンセントは駐車場内にいたノヴァクの手下たちを次々と倒すが、ノヴァクによる催涙弾で煙幕を張られてしまう。そこへ、ディナが駐車場内へとやって来る。
あくまでもコカインにこだわるノヴァクの隙をついて、ヴィンセントは腹部を撃たれながらもノヴァクを射殺する。腹部からの出血により意識が遠のくヴィンセントをディナたちが病院へと運ぶ。車の中でヴィンセントは、ジェニファーに電話をかけ、ショーンの携帯の留守電を再生する。
ジェニファーとダグはルビーノを逮捕し、警察署への護送中、ジェニファーの電話にヴィンセントから連絡が入る。ダグが内通者であると気づき、銃を向けるもダグに奪われて、発砲される。銃口を運転手である警官に向けたまま、ルビーノに自分の名前を知っているかとダグは尋ね、知らないと答えると、その場でルビーノを射殺した。ダグは警官に銃を向けたまま、走り続けるように要求しつつ、シートベルトを締めると、そのまま警官に発砲した。車は横転し、ダグが他の警官たちから救出される。ルビーノが銃を奪い発砲し、ジェニファーは死んだと説明するダグであったが、横転した車からジェニファーが這い出してきて生きていたことから逮捕される。
ヴィンセントとジェニファーは同じ病院に搬送され、手術を受ける。手術後にヴィンセントが目を覚まし、病室に見舞いに来たジェニファーが彼を良い刑事であると認める。
駐車場内のノヴァクの死体のそばに、彼の父親からの着信を受けている携帯が残されている。それを拾い上げ、「問題が起きた」と電話に出たのは、現場を捜査するDEAの捜査官たちであった。

## キャスト
※括弧内は日本語吹替
- ヴィンセント・ダウンズ - ジェイミー・フォックス（楠大典）

殺人課の刑事。
- ジェニファー・ブライアント - ミシェル・モナハン（浅野まゆみ）

内務調査課の刑事。
- ロブ・ノヴァク - スクート・マクネイリー（広瀬彰勇）

ギャングのボスの息子。最期はヴィンセントに殺害された。
- スタンリー・ルビーノ - ダーモット・マローニー（世古陽丸）

ギャングからコカインを仕入れているカジノ経営者。ロブ・ノヴァクの父親とは知り合い。
- ショーン・キャス - ティップ・“T.I.”・ハリス（中村達也）

殺人課の刑事。ヴィンセントの相棒。
- ダグ・デニソン - デヴィッド・ハーバー（山野井仁）

内務調査課の刑事。ジェニファーの相棒。
- ディナ・スミス - ガブリエル・ユニオン（藤田奈央）

ヴィンセントの元妻。看護師。
- トーマス - オクタヴィアス・J・ジョンソン（海老名翔太）

ヴィンセントの息子。
- マクファーリン - ティム・コノリー（英語版）
- アンダーソン - ドリュー・シアー
- ベニク - サラ・ベイカー
- ラリー - ティム・リグビー

## 製作
本作の主要撮影はアトランタとラスベガスで行われた。
2016年10月、オープン・ロード・フィルムズは本作の全米公開日を2017年2月24日から2017年1月13日に前倒しすると発表した。

## 興行収入
本作は公開初週末に1000万ドル強を稼ぎ出すと予想されていたが、実際の数字はそれを下回るものとなった。2017年1月13日、本作は全米1803館で封切られ、公開初週末に834万ドルを稼ぎ出し、週末興行収入ランキング初登場8位となった。

## 評価
本作に対する批評家の評価は芳しいものではない。映画批評集積サイトのRotten Tomatoesには51件のレビューがあり、批評家支持率は22%、平均点は10点満点で4.3点となっている。サイト側による批評家の見解の要約は「『スリープレス・ナイト』は才能のある俳優陣と良質の原作を浪費している。スリリングなシーンよりも陳腐なシーンが多い退屈な犯罪ドラマだ。」となっている。また、Metacriticには13件のレビューがあり、加重平均値は33/100となっている。なお、本作のCinemaScoreはB+となっている。